# Andy Griffin
Andrew Andy Griffin (Wigan, 7 de março de 1979) é um futebolista inglês.

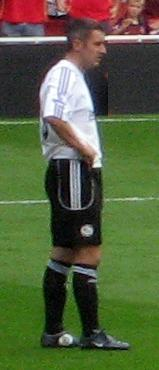
Griffin jogando pelo Derby County.